# پروانه‌ها (فیلم ۲۰۰۹)
«پروانه‌ها» (انگلیسی: Butterflies (2009 film)) فیلمی در ژانر مستند است که در سال ۲۰۰۹ منتشر شد.

## بازیگران
- لوکاس کروکشنک
- جو ستریانی
- مایکل باکلی
- دیو فولی
- کیتی پری
- چاد هرلی